# Giardino di Tivoli (Firenze)
Il giardino di Tivoli è stato un parco di divertimenti attivo a Firenze nella seconda metà del XIX secolo, già in via di Tivoli.

## Storia
Realizzato a partire dal 1869 e inaugurato nel 1871 tra porta Romana e il piazzale Galileo, il giardino comprendeva dei piccoli chalet dove era possibile trovare vari servizi di ristoro e un parco di divertimenti per ragazzi. Aperto sull'onda di Firenze capitale, rimase in attività per pochissimi anni, anche in quanto l'ingresso richiedeva il pagamento di un biglietto, fatto inconcepibile nella Firenze del tempo.
Recentemente diversi storici e studiosi collodiani hanno identificato il parco con il "Paese dei Balocchi" citato dal Collodi nel libro Pinocchio. La tipologia dei divertimenti (teatro burattini, animazioni, giostre, ecc...) e il biglietto di prezzo più contenuto per i ragazzi, sono un chiaro riferimento al luogo dove Pinocchio e Lucignolo decidono di andare come scritto nel capitolo XXXI del noto libro.
Del giardino non è rimasta nessuna traccia ad eccezione di una strada situata dove sorgeva il parco giochi e che porta il suo nome.
Oggi si possono notare i due ruderi con impalcature a testimonianza dell'ingresso al giardino, facenti parte della zona del Bobolino.
Nel mese di agosto del 2016 il giardino è stato riqualificato.

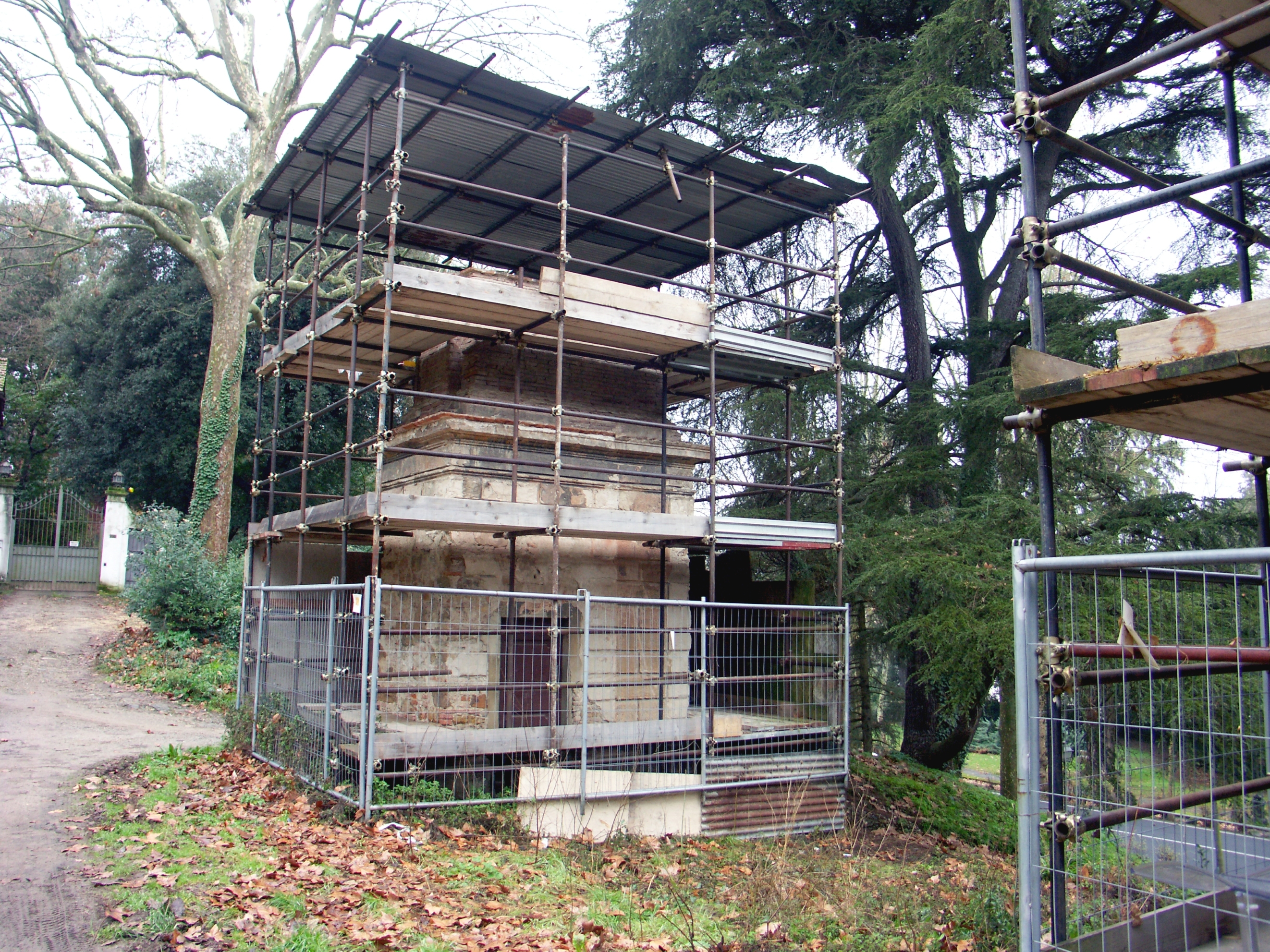
Rudere 1
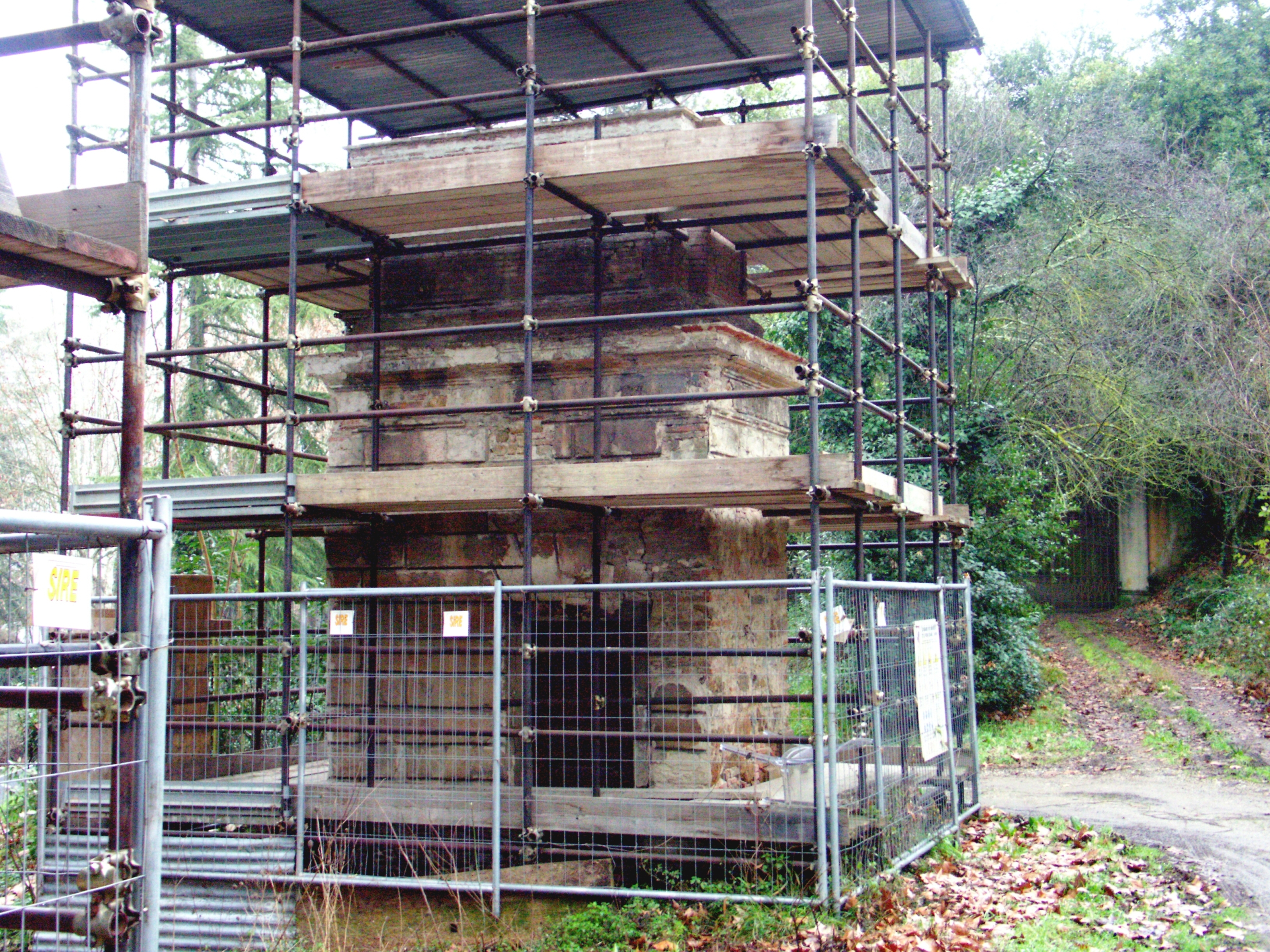
Rudere 2